# Cellieu
Cellieu és un municipi francès situat al departament del Loira i a la regió d'Alvèrnia-Roine-Alps. L'any 2007 tenia 1.520 habitants.

## Demografia

### Població
El 2007 la població de fet de Cellieu era de 1.520 persones. Hi havia 526 famílies de les quals 76 eren unipersonals (44 homes vivint sols i 32 dones vivint soles), 183 parelles sense fills, 247 parelles amb fills i 20 famílies monoparentals amb fills.
La població ha evolucionat segons el següent gràfic:
Habitants censats

### Habitatges
El 2007 hi havia 581 habitatges, 549 eren l'habitatge principal de la família, 11 eren segones residències i 21 estaven desocupats. 545 eren cases i 36 eren apartaments. Dels 549 habitatges principals, 485 estaven ocupats pels seus propietaris, 55 estaven llogats i ocupats pels llogaters i 9 estaven cedits a títol gratuït; 2 tenien una cambra, 16 en tenien dues, 40 en tenien tres, 171 en tenien quatre i 320 en tenien cinc o més. 463 habitatges disposaven pel capbaix d'una plaça de pàrquing. A 157 habitatges hi havia un automòbil i a 373 n'hi havia dos o més.

### Piràmide de població
La piràmide de població per edats i sexe el 2009 era:
| Homes | Edats   | Dones |
| ----- | ------- | ----- |
| 0     | 95 o +  | 0     |
| 0     | 90 a 94 | 0     |
| 8     | 85 a 89 | 8     |
| 4     | 80 a 84 | 20    |
| 8     | 75 a 79 | 8     |
| 24    | 70 a 74 | 16    |
| 28    | 65 a 69 | 36    |
| 20    | 60 a 64 | 20    |
| 40    | 55 a 59 | 40    |
| 72    | 50 a 54 | 68    |
| 52    | 45 a 49 | 52    |
| 76    | 40 a 44 | 52    |
| 76    | 35 a 39 | 60    |
| 40    | 30 a 34 | 56    |
| 32    | 25 a 29 | 48    |
| 56    | 20 a 24 | 40    |
| 52    | 15 a 19 | 64    |
| 48    | 10 a 14 | 56    |
| 48    | 5 a 9   | 72    |
| 32    | 0 a 4   | 68    |

## Economia
El 2007 la població en edat de treballar era de 1.030 persones, 747 eren actives i 283 eren inactives. De les 747 persones actives 721 estaven ocupades (381 homes i 340 dones) i 27 estaven aturades (12 homes i 15 dones). De les 283 persones inactives 107 estaven jubilades, 118 estaven estudiant i 58 estaven classificades com a «altres inactius».

### Ingressos
El 2009 a Cellieu hi havia 566 unitats fiscals que integraven 1.588 persones, la mediana anual d'ingressos fiscals per persona era de 20.150 €.

### Activitats econòmiques
Dels 58 establiments que hi havia el 2007, 3 eren d'empreses extractives, 4 d'empreses alimentàries, 1 d'una empresa de fabricació d'altres productes industrials, 12 d'empreses de construcció, 15 d'empreses de comerç i reparació d'automòbils, 1 d'una empresa d'hostatgeria i restauració, 1 d'una empresa d'informació i comunicació, 1 d'una empresa financera, 1 d'una empresa immobiliària, 8 d'empreses de serveis, 6 d'entitats de l'administració pública i 5 d'empreses classificades com a «altres activitats de serveis».
Dels 17 establiments de servei als particulars que hi havia el 2009, 3 eren tallers de reparació d'automòbils i de material agrícola, 3 paletes, 1 guixaire pintor, 3 fusteries, 3 lampisteries, 2 perruqueries, 1 restaurant i 1 saló de bellesa.
Dels 2 establiments comercials que hi havia el 2009, 1 era una botiga de menys de 120 m² i 1 una fleca.
L'any 2000 a Cellieu hi havia 48 explotacions agrícoles que ocupaven un total de 555 hectàrees.

## Equipaments sanitaris i escolars
El 2009 hi havia 1 escola maternal i 2 escoles elementals.

## Poblacions més properes
El següent diagrama mostra les poblacions més properes.